# Porcellio chuldahensis
Porcellio chuldahensis är en kräftdjursart som beskrevs av Karl Wilhelm Verhoeff 1923. Porcellio chuldahensis ingår i släktet Porcellio och familjen Porcellionidae. Inga underarter finns listade i Catalogue of Life.